# Waarom (Kevin)
Waarom is een lied van de Nederlandse rapper Kevin in samenwerking met de Nederlandse rapper Sevn Alias. Het werd in 2016 als single uitgebracht en stond in hetzelfde jaar als vierde track op het album Kleine versnelling van Kevin.

## Achtergrond
Waarom is geschreven door Kevin de Gier, Marlon van der Hout en Sevaio Mook en geproduceerd door Chievva. Het is een nummer uit het genre nederhop. In het lied rappen de artiesten over hoe de liedverteller met een meisje wil zijn, maar ook hoe hinderlijk hij haar vriendin vindt en dat hij vindt dat zij weg moet gaan. De single heeft in Nederland de platinastatus.
Het is niet de eerste keer dat de twee artiesten met elkaar samenwerken. Dit deden zij eerder al op onder andere Turnen. Na Waarom waren beiden onder meer nog samen te horen op Abu Dhabi en Hosselaar.

## Hitnoteringen
De artiesten hadden succes met het lied in de hitlijsten van Nederland. Het piekte op de zestiende plaats van de Nederlandse Single Top 100 en stond tien weken in deze hitlijst. De Nederlandse Top 40 werd niet bereikt; het kwam hier tot de tweede plaats van de Tipparade.